# Хорсфилд, Томас Уолкер
Томас Уолкер Хорсфилд (англ. Thomas Walker Horsfield; 1792 — 1837) — английский нонконформистский священнослужитель, топограф и историк, наиболее известный своими работами The History and Antiquities of Lewes and its vicinity (1824—1827) и The History, Antiquities and Topography of the County of Sussex (1835).

## Биография
Томас Уолкер Хорсфилд был старшим из шести детей Джеймса Хорсфилда и Энн Хьюэтт, которые обвенчались 29 июля 1790 года в соборе Святого Петра в Шеффилде. Он был преподобным в часовне Уэстгейт в Льюисе. А позже перешёл из пресвитерианства в унитарианство. Помимо церковных обязанностей, он уделял время обучению послушников. В 1835 году Хорсфилд был назначен пресвитерианским преподобным в часовне Чоубент в Атертоне (Ланкашир), сменив на этом посту Бенджамина Ригби Дэвиса. Он умер в Ланкашире 26 августа 1837 года, оставив жену и восьмерых детей.

## Работа
В 1824—1827 гг. Хорсфилд составил для редактора Джона Бакстера двухтомник The History and Antiquities of Lewes and its vicinity (с приложением Essay on the Natural History of the District Гидеона Мантелла). Его работа The History, Antiquities and Topography of the County of Sussex, изданная в двух томах в 1835 году, стала основным справочником для последующих историков Сассекса. В работе над первым томом, посвящённым Восточному Сассексу, Хорсфилду помогал антиквар Уильям Дюррант Купер. Второй том, посвящённый Западному Сассексу, представляет собой, по сути, краткое изложение историй графства Джеймса Доллоуэя и Эдмунда Картрайта.

## Сочинения
- The History and Antiquities of Lewes and its vicinity. Baxter, Lewes 1824—1827.
- The History, Antiquities and Topography of the County of Sussex. в 2-х томах, Kohler & Coombes, Dorking 1835.